# Pierre Certon
Pierre Certon (Melun, vers 1510-1520 - París, 23 de febrer de 1572) fou un compositor francès del Renaixement. Fou un representant de la generació posterior a Josquin i Mouton, i influí en el desenvolupament tardà de la cançó francesa.
Des de 1542 fins 1558 desenvolupà el càrrec de Magister puercrum en la Capella Reial. fou deixeble de Josquin des Près i se'l considera com un dels més significats representants de l'escola iniciada per Janequin.
De Certon es conserven vuit misses a quatre veus (1840-58); Moduli 3-6 v. lib. 2 (París, 1842), Meslanges (càntics, cançons espirituals, etc., 5-13, v. 1571); Chansons à 4 v. (1555).
En moltes col·leccions de diversos autors, s'hi troben amb freqüència obres de Certon.